# Lubenka
Lubenka – wieś sołecka w Polsce położona w województwie lubelskim, w powiecie bialskim, w gminie Łomazy. Przez miejscowość przepływa niewielka rzeka Grabarka, dopływ Zielawy.
Wieś ekonomii brzeskiej w drugiej połowie XVII wieku. W pobliżu pole bitwy pod Łomazami toczonej 14-15 września 1769 w Konfederacji Barskiej.W latach 1975–1998 miejscowość administracyjnie należała do województwa bialskopodlaskiego.
Wieś jest sołectwem w gminie Łomazy. Według Narodowego Spisu Powszechnego (III 2011 r.) wieś liczyła 199 mieszkańców i była siódmą co do wielkości miejscowością gminy Łomazy.
Wierni Kościoła rzymskokatolickiego należą do parafii Świętych Apostołów Piotra i Pawła w Łomazach.

## Historia
Lubienka (obecnie Lubenka), wieś w powiecie bialskim, gminie Lubienka, parafii (obrzędu greckokatolickiego) Łomazy. W końcu wieku XIX  wieś jest siedzibą urzędu gminy. W 1827. r. była to wieś rządowa z 43 domami i 342 mieszkańcami. W roku 1883 wieś posiadała 48 domów i 385 mieszkańców, oraz 1446 mórg obszaru. 
Gmina Lubienka graniczy z osadą Łomazy, posiadała 4148 mieszkańców i rozległość 17052 mórg. Sąd gminny okręgu II w Łomazach, stacja pocztowa w Białej. 
W skład gminy w roku 1883  wchodzą Burwin, Dębów, Dziechciarka, Huszcza, Jusaki, Kopytnik, Korczówka, Kostrzewska Wólka, Koszoły, A. i B., Lubienka, Młyniec, Rogatka, Stasiówka, Studzianka i Szenejki.
Według spisu powszechnego z roku 1921 w podziale administracyjnym powiatu bialskiego wymienione są gminy: Lubienka I i Lubienka II.